# Seria GP2 – Catalunya 2012
Runda GP2 na torze Circuit de Catalunya – czwarta runda mistrzostw serii GP2 w sezonie 2012.

## Wyniki

### Sesja treningowa
| Nr | Kierowca   | Konstruktor | Czas     | Okr. |
| -- | ---------- | ----------- | -------- | ---- |
| 2  | Josef Král | Barwa Addax | 1:22,075 | 7    |

### Kwalifikacje
Źródło: Wyprzedź Mnie!
| Poz. | Nr | Kierowca            | Konstruktor             | Czas     | Poz. s. |
| ---- | -- | ------------------- | ----------------------- | -------- | ------- |
| 1    | 9  | James Calado        | Lotus GP                | 1:30,655 | 1       |
| 2    | 5  | Fabio Leimer        | Racing Engineering      | 1:30,865 | 2       |
| 3    | 16 | Stéphane Richelmi   | Trident Racing          | 1:30,902 | 3       |
| 4    | 26 | Max Chilton         | Carlin                  | 1:30,962 | 4       |
| 5    | 12 | Giedo van der Garde | Caterham Racing         | 1:31,006 | 5       |
| 6    | 15 | Fabio Onidi         | Scuderia Coloni         | 1:31,167 | 6       |
| 7    | 3  | Davide Valsecchi    | DAMS                    | 1:31,212 | 7       |
| 8    | 14 | Stefano Coletti     | Scuderia Coloni         | 1:31,212 | 8       |
| 9    | 8  | Jolyon Palmer       | iSport International    | 1:31,269 | 9       |
| 10   | 6  | Nathanaël Berthon   | Racing Engineering      | 1:31,308 | 10      |
| 11   | 10 | Esteban Gutiérrez   | Lotus GP                | 1:31,320 | 11      |
| 12   | 25 | Nigel Melker        | Ocean Racing Technology | 1:31,332 | 12      |
| 13   | 23 | Luiz Razia          | Arden International     | 1:31,377 | 13      |
| 14   | 7  | Marcus Ericsson     | iSport International    | 1:31,391 | 14      |
| 15   | 1  | Johnny Cecotto Jr.  | Barwa Addax             | 1:31,565 | 15      |
| 16   | 2  | Josef Král          | Barwa Addax             | 1:31,599 | 16      |
| 17   | 18 | Fabrizio Crestani   | Venezuela GP Lazarus    | 1:31,677 | 17      |
| 18   | 21 | Tom Dillmann        | Rapax                   | 1:31,682 | 18      |
| 19   | 22 | Simon Trummer       | Arden International     | 1:31,939 | 19      |
| 20   | 11 | Rodolfo González    | Caterham Racing         | 1:31,966 | 20      |
| 21   | 24 | Victor Guerin       | Ocean Racing Technology | 1:32,270 | 21      |
| 22   | 4  | Felipe Nasr         | DAMS                    | 1:32,325 | 22      |
| 23   | 17 | Julián Leal         | Trident Racing          | 1:32,691 | 23      |
| 24   | 27 | Rio Haryanto        | Carlin                  | 1:33,010 | 24      |
| 25   | 20 | Ricardo Teixeira    | Rapax                   | 1:33,083 | 25      |
| 26   | 19 | Giancarlo Serenelli | Venezuela GP Lazarus    | 1:33,329 | 26      |
| Poz. | Nr | Kierowca            | Konstruktor             | Czas     | Poz. s. |

### Główny wyścig

#### Wyścig
Źródło: Wyprzedź Mnie!
| P                 | + / –     | Nr | Kierowca            | Konstruktor             | Okr. | Czas / Strata | Komentarz |
| ----------------- | --------- | -- | ------------------- | ----------------------- | ---- | ------------- | --------- |
| 1                 | 4         | 12 | Giedo van der Garde | Caterham Racing         | 37   | 1h00m22,966   |           |
| 2                 | 1         | 9  | James Calado        | Lotus GP                | 37   | +0:00,878     |           |
| 3                 | 5         | 14 | Stefano Coletti     | Scuderia Coloni         | 37   | +0:03,811     |           |
| 4                 | 3         | 3  | Davide Valsecchi    | DAMS                    | 37   | +0:11,859     |           |
| 5                 | 5         | 6  | Nathanaël Berthon   | Racing Engineering      | 37   | +0:15,795     |           |
| 6                 | Bez zmian | 15 | Fabio Onidi         | Scuderia Coloni         | 37   | +0:19,379     |           |
| 7                 | 3         | 26 | Max Chilton         | Carlin                  | 37   | +0:19,768     |           |
| 8                 | 5         | 23 | Luiz Razia          | Arden International     | 37   | +0:20,072     |           |
| 9                 | Bez zmian | 8  | Jolyon Palmer       | iSport International    | 37   | +0:27,624     |           |
| 10                | 1         | 10 | Esteban Gutiérrez   | Lotus GP                | 37   | +0:36,653     |           |
| 11                | 11        | 4  | Felipe Nasr         | DAMS                    | 37   | +0:45,264     |           |
| 12                | 10        | 5  | Fabio Leimer        | Racing Engineering      | 37   | +0:46,534     |           |
| 13                | 1         | 7  | Marcus Ericsson     | iSport International    | 37   | +0:47,087     |           |
| 14                | 2         | 25 | Nigel Melker        | Ocean Racing Technology | 37   | +0:47,356     | [ 3 ]     |
| 15                | 5         | 11 | Rodolfo González    | Caterham Racing         | 37   | +0:53,555     |           |
| 16                | 8         | 27 | Rio Haryanto        | Carlin                  | 37   | +1:00,879     |           |
| 17                | Bez zmian | 18 | Fabrizio Crestani   | Venezuela GP Lazarus    | 37   | +1:06,737     |           |
| 18                | 3         | 1  | Johnny Cecotto Jr.  | Barwa Addax             | 37   | +1:11,199     |           |
| 19                | 2         | 24 | Victor Guerin       | Ocean Racing Technology | 37   | +1:11,397     |           |
| 20                | 4         | 2  | Josef Král          | Barwa Addax             | 37   | +1:14,871     |           |
| 21                | 18        | 16 | Stéphane Richelmi   | Trident Racing          | 37   | +1:15,821     |           |
| 22                | 4         | 21 | Tom Dillmann        | Rapax                   | 37   | +1:20,031     |           |
| 23                | 4         | 22 | Simon Trummer       | Arden International     | 37   | +1:20,382     |           |
| 24                | 1         | 17 | Julián Leal         | Trident Racing          | 37   | +1:28,989     |           |
| 25                | 1         | 19 | Giancarlo Serenelli | Venezuela GP Lazarus    | 36   | +1 okr.       |           |
| Niesklasyfikowani |           |    |                     |                         |      |               |           |
|                   |           | 20 | Ricardo Teixeira    | Rapax                   | 8    |               |           |
| P                 | + / –     | Nr | Kierowca            | Konstruktor             | Okr. | Czas / Strata | Komentarz |

#### Najszybsze okrążenie
| Nr | Kierowca          | Konstruktor | Czas     | Okr. |
| -- | ----------------- | ----------- | -------- | ---- |
| 10 | Esteban Gutiérrez | Lotus GP    | 1:35,200 | 21   |

#### Prowadzenie w wyścigu
| Nr                              | Kierowca            | Okrążenia | Suma |
| ------------------------------- | ------------------- | --------- | ---- |
| 12                              | Giedo van der Garde | 13-37     | 25   |
| 9                               | James Calado        | 1-13      | 12   |
| \| Wykres \| \| ------ \| \| \| |                     |           |      |
| Wykres                          |                     |           |      |
|                                 |                     |           |      |

### Sprint

#### Wyścig
Źródło: Wyprzedź Mnie!
| P                 | + / –     | Nr | Kierowca            | Konstruktor             | Okr. | Czas / Strata | Komentarz |
| ----------------- | --------- | -- | ------------------- | ----------------------- | ---- | ------------- | --------- |
| 1                 | Bez zmian | 23 | Luiz Razia          | Arden International     | 25   | 40:08,411     |           |
| 2                 | 2         | 6  | Nathanaël Berthon   | Racing Engineering      | 25   | +0:05,256     |           |
| 3                 | 2         | 3  | Davide Valsecchi    | DAMS                    | 25   | +0:05,897     |           |
| 4                 | 3         | 9  | James Calado        | Lotus GP                | 25   | +0:06,575     |           |
| 5                 | 3         | 26 | Max Chilton         | Carlin                  | 25   | +0:13,117     |           |
| 6                 | 2         | 12 | Giedo van der Garde | Caterham Racing         | 25   | +0:14,362     |           |
| 7                 | 2         | 10 | Esteban Gutiérrez   | Lotus GP                | 25   | +0:14,874     |           |
| 8                 | 2         | 14 | Stefano Coletti     | Scuderia Coloni         | 25   | +0:19,223     |           |
| 9                 | 1         | 4  | Felipe Nasr         | DAMS                    | 25   | +0:19,703     |           |
| 10                | 6         | 18 | Fabrizio Crestani   | Venezuela GP Lazarus    | 25   | +0:21,570     |           |
| 11                | Bez zmian | 5  | Fabio Leimer        | Racing Engineering      | 25   | +0:22,852     |           |
| 12                | 9         | 21 | Tom Dillmann        | Rapax                   | 25   | +0:23,312     |           |
| 13                | 4         | 1  | Johnny Cecotto Jr.  | Barwa Addax             | 25   | +0:30,155     |           |
| 14                | Bez zmian | 11 | Rodolfo González    | Caterham Racing         | 25   | +0:30,601     |           |
| 15                | Bez zmian | 27 | Rio Haryanto        | Carlin                  | 25   | +0:31,281     |           |
| 16                | 3         | 2  | Josef Král          | Barwa Addax             | 25   | +0:31,834     |           |
| 17                | 6         | 17 | Julián Leal         | Trident Racing          | 25   | +0:32,817     |           |
| 18                | 15        | 15 | Fabio Onidi         | Scuderia Coloni         | 25   | +0:34,371     |           |
| 19                | 1         | 16 | Stéphane Richelmi   | Trident Racing          | 25   | +0:34,818     |           |
| 20                | 2         | 22 | Simon Trummer       | Arden International     | 25   | +0:35,426     |           |
| 21                | 3         | 24 | Victor Guerin       | Ocean Racing Technology | 25   | +0:38,977     |           |
| 22                | 10        | 7  | Marcus Ericsson     | iSport International    | 25   | +0:39,878     |           |
| 23                | 2         | 20 | Ricardo Teixeira    | Rapax                   | 25   | +0:41,979     |           |
| 24                | 11        | 25 | Nigel Melker        | Ocean Racing Technology | 25   | +0:48,441     |           |
| Niesklasyfikowani |           |    |                     |                         |      |               |           |
|                   |           | 19 | Giancarlo Serenelli | Venezuela GP Lazarus    | 3    |               |           |
| Nie wystartowali  |           |    |                     |                         |      |               |           |
|                   |           | 8  | Jolyon Palmer       | iSport International    |      |               |           |
| P                 | + / –     | Nr | Kierowca            | Konstruktor             | Okr. | Czas / Strata | Komentarz |

#### Najszybsze okrążenie
| Nr | Kierowca      | Konstruktor             | Czas     | Okr. |
| -- | ------------- | ----------------------- | -------- | ---- |
| 24 | Victor Guerin | Ocean Racing Technology | 1:34,343 | 7    |

#### Premia za najszybsze okrążenie w TOP 10
| Nr | Kierowca   | Konstruktor         | Czas     | Okr. |
| -- | ---------- | ------------------- | -------- | ---- |
| 23 | Luiz Razia | Arden International | 1:34,556 | 22   |

#### Prowadzenie w wyścigu
| Nr                              | Kierowca   | Okrążenia | Suma |
| ------------------------------- | ---------- | --------- | ---- |
| 23                              | Luiz Razia | 1-25      | 25   |
| \| Wykres \| \| ------ \| \| \| |            |           |      |
| Wykres                          |            |           |      |
|                                 |            |           |      |

## Lista startowa
Josef Král powrócił do bolidu Barwa Addax.
Victor Guerin zastąpił Brendona Hartleya w bolidzie Ocean Racing Technology.
| Team                    | Nr | Kierowca            |
| ----------------------- | -- | ------------------- |
| Barwa Addax             | 1  | Johnny Cecotto Jr.  |
| Barwa Addax             | 2  | Josef Král          |
| DAMS                    | 3  | Davide Valsecchi    |
| DAMS                    | 4  | Felipe Nasr         |
| Racing Engineering      | 5  | Fabio Leimer        |
| Racing Engineering      | 6  | Nathanaël Berthon   |
| iSport International    | 7  | Marcus Ericsson     |
| iSport International    | 8  | Jolyon Palmer       |
| Lotus GP                | 9  | James Calado        |
| Lotus GP                | 10 | Esteban Gutiérrez   |
| Caterham Racing         | 11 | Rodolfo González    |
| Caterham Racing         | 12 | Giedo van der Garde |
| Scuderia Coloni         | 14 | Stefano Coletti     |
| Scuderia Coloni         | 15 | Fabio Onidi         |
| Trident Racing          | 16 | Stéphane Richelmi   |
| Trident Racing          | 17 | Julián Leal         |
| Venezuela GP Lazarus    | 18 | Fabrizio Crestani   |
| Venezuela GP Lazarus    | 19 | Giancarlo Serenelli |
| Rapax                   | 20 | Ricardo Teixeira    |
| Rapax                   | 21 | Tom Dillmann        |
| Arden International     | 22 | Simon Trummer       |
| Arden International     | 23 | Luiz Razia          |
| Ocean Racing Technology | 24 | Victor Guerin       |
| Ocean Racing Technology | 25 | Nigel Melker        |
| Carlin                  | 26 | Max Chilton         |
| Carlin                  | 27 | Rio Haryanto        |

## Klasyfikacja po zakończeniu rundy

### Kierowcy
| P  | +/− | Kierowca            | Starty | Punkty | P1 | P2 | P3 | PP | NO | NS |
| -- | --- | ------------------- | ------ | ------ | -- | -- | -- | -- | -- | -- |
| 1  | 0   | Davide Valsecchi    | 8      | 129    | 3  | 1  | 2  | 2  | 2  | 1  |
| 2  | 0   | Luiz Razia          | 8      | 104    | 2  | 2  | –  | –  | 2  | –  |
| 3  | +3  | James Calado        | 8      | 69     | 1  | 1  | 1  | 1  | –  | –  |
| 4  | +3  | Giedo van der Garde | 8      | 60     | 1  | –  | 1  | 1  | 1  | –  |
| 5  | −2  | Esteban Gutiérrez   | 8      | 59     | –  | 2  | 1  | –  | 1  | –  |
| 6  | −2  | Max Chilton         | 8      | 57     | –  | –  | 1  | –  | –  | –  |
| 7  | −2  | Fabio Leimer        | 8      | 41     | –  | 1  | –  | –  | –  | –  |
| 8  | 0   | Felipe Nasr         | 8      | 28     | –  | –  | 1  | –  | –  | 1  |
| 9  | 0   | Tom Dillmann        | 8      | 27     | 1  | –  | –  | –  | –  | –  |
| 10 | +1  | Stefano Coletti     | 8      | 26     | –  | –  | 1  | –  | –  | 1  |
| 11 | +5  | Nathanaël Berthon   | 8      | 23     | –  | 1  | –  | –  | –  | 1  |
| 12 | −2  | Rio Haryanto        | 8      | 16     | –  | –  | –  | –  | 1  | –  |
| 13 | 0   | Fabio Onidi         | 8      | 12     | –  | –  | –  | –  | –  | –  |
| 14 | −2  | Marcus Ericsson     | 8      | 8      | –  | –  | –  | –  | –  | –  |
| 15 | −1  | Jolyon Palmer       | 6      | 4      | –  | –  | –  | –  | –  | –  |
| 16 | −1  | Johnny Cecotto Jr.  | 8      | 2      | –  | –  | –  | –  | –  | 3  |
| 17 | 0   | Simon Trummer       | 8      | 1      | –  | –  | –  | –  | –  | –  |
| 18 | +1  | Fabrizio Crestani   | 8      | 1      | –  | –  | –  | –  | –  | 1  |
| 19 | −1  | Brendon Hartley     | 4      | 1      | –  | –  | –  | –  | –  | 1  |
| 20 | 0   | Josef Král          | 4      | 0      | –  | –  | –  | –  | –  | –  |
| 21 | 0   | Nigel Melker        | 8      | 0      | –  | –  | –  | –  | –  | –  |
| 22 | 0   | Stéphane Richelmi   | 8      | 0      | –  | –  | –  | –  | –  | 1  |
| 23 | 0   | Dani Clos           | 4      | 0      | –  | –  | –  | –  | –  | 2  |
| 24 | 0   | Julián Leal         | 8      | 0      | –  | –  | –  | –  | –  | –  |
| 25 | 0   | Ricardo Teixeira    | 8      | 0      | –  | –  | –  | –  | –  | 1  |
| 26 | 0   | Rodolfo González    | 8      | 0      | –  | –  | –  | –  | –  | 1  |
| 27 | 0   | Jon Lancaster       | 2      | 0      | –  | –  | –  | –  | –  | 1  |
| 28 | 0   | Giancarlo Serenelli | 8      | 0      | –  | –  | –  | –  | –  | 1  |
| 29 | N   | Victor Guerin       | 2      | 0      | –  | –  | –  | –  | –  | –  |
| P  | +/− | Kierowca            | Starty | Punkty | P1 | P2 | P3 | PP | NO | NS |

### Konstruktorzy
| P  | +/− | Konstruktor             | Starty | Punkty | P1 | P2 | P3 | PP | NO | NS |
| -- | --- | ----------------------- | ------ | ------ | -- | -- | -- | -- | -- | -- |
| 1  | 0   | DAMS                    | 16     | 159    | 3  | 1  | 3  | 2  | 3  | 1  |
| 2  | 0   | Lotus GP                | 16     | 128    | 1  | 3  | 2  | 1  | 1  | –  |
| 3  | 0   | Arden International     | 16     | 105    | 2  | 2  | –  | –  | 2  | –  |
| 4  | 0   | Carlin                  | 16     | 73     | –  | –  | 1  | –  | 1  | –  |
| 5  | 0   | Racing Engineering      | 16     | 64     | –  | 2  | –  | –  | –  | 1  |
| 6  | 0   | Caterham Racing         | 16     | 60     | 1  | –  | 1  | 1  | 1  | 2  |
| 7  | +1  | Scuderia Coloni         | 16     | 38     | –  | –  | 1  | –  | –  | 1  |
| 8  | −1  | Rapax                   | 16     | 27     | 1  | –  | –  | –  | –  | 1  |
| 9  | 0   | iSport International    | 14     | 12     | –  | –  | –  | –  | –  | 1  |
| 10 | 0   | Barwa Addax             | 16     | 2      | –  | –  | –  | –  | –  | 5  |
| 11 | +1  | Venezuela GP Lazarus    | 16     | 1      | –  | –  | –  | –  | –  | 2  |
| 12 | −1  | Ocean Racing Technology | 16     | 1      | –  | –  | –  | –  | –  | 2  |
| 13 | 0   | Trident Racing          | 16     | 0      | –  | –  | –  | –  | –  | 1  |
| P  | +/− | Konstruktor             | Starty | Punkty | P1 | P2 | P3 | PP | NO | NS |